# Ernst Volkmann (Senator)
Ernst Oskar Volkmann (* 25. Februar 1881 in Kettwig/Ruhr; † 27. März 1959 in Hamburg) war ein deutscher Verwaltungsjurist und Finanzsenator der Freien Stadt Danzig (1921–1929).

## Leben
Ernst Volkmann war ein Sohn des Geheimen Sanitätsrats Dr. Oskar Volkmann und Verwandter des Chirurgen Richard von Volkmann. Er besuchte das Gymnasium in Düsseldorf, wo er 1909 die Reifeprüfung bestand, und begann mit dem Studium der Rechts- und Staatswissenschaften an der Universität Tübingen. Volkmann war Mitglied der Corps Rhenania Tübingen (1899), Borussia Halle (1900) sowie später auch der Saxonia Frankfurt am Main.
1902 bestand er das Referendarexamen, 1907 (mit Auszeichnung) das Assessorexamen. Bereits 1905 schloss er seine Promotion ab. Volkmann war 1908–1918 im Kolonialdienst des Deutschen Reiches tätig, zunächst 1909/1910 als Finanz- und Handelsreferent beim Gouvernement in Deutsch-Ostafrika, seit 1911 als Etatreferent im Reichskolonialamt. 1918 wurde er als Regierungsrat in das preußische Finanzministerium berufen. Ab 1921 bis 1929 amtierte er als parteiloser Finanzsenator der Freie Stadt Danzig unter Senatspräsident Heinrich Sahm. 1924 bis 1945 hatte er einen Lehrauftrag für Finanzwissenschaften an der Technischen Hochschule Danzig. Volkmann war als einziger hauptamtlicher Senator von außerhalb angeworben worden. Finanziell war dies für die Freie Stadt Danzig in jedem Fall ein Gewinn: Er besaß ein Millionenvermögen und zahlte daher mehr Steuern in Danzig als er Senatorengehalt bekam. Er war für die Einführung des Danziger Guldens verantwortlich.
1945 wurde Volkmann mit seiner Frau Johanna und der Familie von den Polen aus Danzig ausgewiesen und ließ sich zunächst in Flensburg nieder, später in Hamburg, wo er von 1945 bis 1955 als Dozent für Finanz-, Etat- und Steuerrecht an der Universität Hamburg wirkte. Daneben war er Berater des Hamburger Senats für Reparationsfragen und Treuhänder größerer Firmen. Er starb 1959 und wurde auf dem Friedhof Ohlsdorf in Hamburg beigesetzt.

## Schriften
- Die Preußische Verfassung [Verfassung des Freistaats Preussen] vom 30. November 1920. Kommentar für Studium und Praxis. Bearb. von Friedrich Giese; Ernst Volkmann. Carl Heymann, Berlin 1926.
- Schuld und Haftung im Steuerrecht, Köslin i. Pom. 1926.
- Der Lastenausgleich kommt. Die staatswirtschaftlichen Probleme des allgemeinen Lastenausgleichs (Schriften der Forschungsstelle für Staatswirtschaft in Hamburg und Wiesbaden N.F.). Duncker & Humblot, Berlin 1951.